# Prêmio Newcomb Cleveland
O Prêmio Newcomb Cleveland (em inglês:  Newcomb Cleveland Prize) é um prêmio anual da American Association for the Advancement of Science (AAAS) para publicações de destaque na revista Science da AAAS. Inicialmente denominado a partir de 1923 AAAS Thousand Dollar Prize, o prêmio foi renomeado em 1951 em memória do benfeitor anteriormente anônimo, Newcomb Cleveland, após sua morte.
O prêmio é concedido na reunião anual da AAAS e é dotado com 25 mil dólares (situação em 2021). O laureado também recebe uma medalha de bronze. O patrocinador atual (situação em 2021) é o Fodor Family Trust.

## Recipientes
É indicado o autor principal, e outros autores também podem ser fornecidos entre parêntesis.
- 1923 Leonard Eugene Dickson
- 1924 Lemuel Roscoe Cleveland
- 1924 Edwin Powell Hubble
- 1925 Dayton Miller
- 1926 George David Birkhoff
- 1927 Hermann Muller
- 1928 Oliver Kamm
- 1929 Arthur Jeffrey Dempster
- 1930 Merle Antony Tuve et al.
- 1931 Carl Caskey Speidel
- 1932 Henry Eyring
- 1933 Reuben Leon Kahn
- 1934 Vern Oliver Knudsen
- 1935 A. E. Hitchcock
- 1935 P. W. Zimmerman
- 1936 Wendell Meredith Stanley
- 1937 Philip R. White
- 1938 Norman Maier
- 1939 Isidor Isaac Rabi
- 1940 Daniel I. Arnon
- 1940 Dennis Robert Hoagland
- 1941 Dugald E. S. Brown et al.
- 1946 Ralph W. McGee
- 1946 Quentin M. Geiman
- 1946 Tracy Sonneborn et al.
- 1947 Harrison Brown
- 1949 Armin C. Braun
- 1950 Carroll Williams
- 1951 John Laurence Kulp
- 1952 Andrew Gleason
- 1953 Barry Commoner
- 1954 Daniel H. Alpert
- 1955 Seymour Stanley Cohen
- 1956 James Olds
- 1956 Neal Elgar Miller
- 1957 Martin Schwarzschild et al.
- 1958 Elizabeth Scott
- 1958 Jerzy Neyman
- 1959 Edward Anders
- 1960 Halton Arp
- 1961 Richard D. Alexander
- 1962 Garness H. Curtis
- 1962 Jack F. Evernden
- 1963 Jonathan W. Uhr
- 1964 John Papaconstantinou
- 1965 David Hogness
- 1966 Michael K. Reedy
- 1967 Thomas Eisner
- 1967 Edward Osborne Wilson
- 1968 Joel Rosenbaum
- 1969 Cornelia Channing
- 1970 James W. Truman
- 1971 Alan Gelperin
- 1972 Bruce Carlson
- 1974 Amos Nur
- 1977 Cientistas do Programa Viking
- 1978 Eric Knudsen et al.
- 1979 Stanton Jerrold Peale et al.
- 1980 Fred Spiess et al. (Tanya Atwater)
- 1981 William Donald Hamilton
- 1981 Robert Axelrod
- 1982 Dennis G. Kleid et al. (William Donald Hamilton)
- 1983 Gerald Mayer Rubin
- 1983 Allan Charles Spradling
- 1984 Sally M. Rigden et al.
- 1985 James M. Hogle et al.
- 1986 Thomas Cech
- 1986 Jeremy Nathans et al.
- 1986 Arthur J. Zaug
- 1987 Mario Molina et al.
- 1987 Margaret A. Tolbert et al.
- 1988 William H. Landschulz et al.
- 1989 John Huchra
- 1989 Margaret Geller
- 1990 Stephen Fodor et al.
- 1991 Paul D. Quay et al. (Margaret Geller)
- 1992 Michael J. Mahan et al.
- 1993 Michael Crommie et al.
- 1993 Jerome Faist et al.
- 1994 Georg Halder et al.
- 1995 Michael H. Anderson et al.
- 1996 Yu Feng et al
- 1996 Oded Livnah et al.
- 1996 Nicholas C. Wrighton et al.
- 1997 Roderick MacKinnon et al.
- 1997 Declan A. Doyle et al.
- 1998 Matthew J. Holman
- 1998 Norman Murray
- 1999 Mark D. Adams et al.
- 2001 Poul Nissan et al.
- 2001 Nenad Ban et al.
- 2001 Marat M. Yusupov et al.
- 2002 Rosalind C. Lee et al.
- 2002 Nelson C. Lau et al.
- 2002 Mariana Lagos-Quintana et al.
- 2003 Ira M. Hall et al.
- 2003 Thomas A. Volpe et al.
- 2004 Brian Kuhlman et al. (David Baker)
- 2005 David Awschalom et al.
- 2006 Jason R. Petta et al. (Arthur Gossard)
- 2007 Hani M. El-Kaderi et al. (Omar M. Yaghi)
- 2008 Anoop Kumar et al.
- 2009 Paul Kalas et al.
- 2009 Christian Marois et al.
- 2010 Richard E. Green et al. (Johannes Krause)
- 2011 Waseem S. Bakr et al.
- 2012 Vincent Mourik et al.
- 2013 Travis A. Jarrell et al.
- 2014 Hongyi Kang et al.
- 2014 Maiken Nedergaard et al.
- 2014 Rashid Deane et al.
- 2014 Takahiro Takano et al.
- 2014 Jeffrey J. Iliff et al.
- 2014 Charles Nicholson et al.
- 2014 Daniel J. Christensen et al.
- 2014 John O’Donnell et al.
- 2014 Meenakshisundaram Thiyagarajan et al.
- 2014 Yonghong Liao et al.
- 2014 Qiwu Xu et al.
- 2014 Micheal J. Chen et al.
- 2014 Lulu Xie et al.
- 2015 Bi-Chang Chen
- 2015 Wesley Legant
- 2015 Kai Wang
- 2015 Eric Betzig
- 2016 Robert Gütig
- 2017 Anne M. LaPointe, Frank Steven Bates, Geoffrey W. Coates
- 2018 Pan Jianwei et al.
- 2019 Abdoulaye Diabate, Raymond J. St. Leger et al.
- 2020 Keith Bannister et al.[1]